# Platja de Luanco
La Platja de Luanco, es troba en la Costa Central asturiana, no presentant cap mena de protecció mediambiental, en la localitat de Luanco, en el concejo asturià de Gozón. També la hi coneix com a "Platja de Santa Marina” o “La Marina”.

## Descripció
La platja de Luanco presenta forma de petxina, estant comunicada amb la Platja de la Ribera mitjançant un passeig marítim que recorre tota la zona compresa entre el vell port de Luanco fins a les noves instal·lacions de l'actual port esportiu. La playa es troba aixoplugada pel costat occidental pel nou port esportiu i pel costat oriental per un espigó, després del qual es pot observar una petita cala que és coneguda popularment com “La Iglesia”.
És la platja de Luanco, poble pesquer i turístic, la qual cosa fa que estigui molt freqüentada pel públic, ja que a més disposa de tot tipus d'infraestructures, així com una gran oferta hostelera.
Com a serveis podem destacar a més de lavabos, dutxes, papereres, servei de neteja, l'existència d'oficina de turisme, així com establiments de begudes i menjars, i lloguer d'hamaques i ombrel·les i disposant fins i tot de parc infantil. Així com de senyalització de perill, i, en època estival, d'un lloc d'auxili i salvament.